# Confresa
Confresa é um município brasileiro do estado de Mato Grosso. Localiza-se a uma latitude 10º38'38" sul e a uma longitude 51º34'08" oeste, estando a uma altitude de 240 metros.

## História

### Fundação
A primeira denominação do núcleo de povoação que originou o município de Confresa foi Vila Tapiraguaia, uma fusão dos termos Tapirapé e Araguaia. Tratava-se de referência geográfica aos Rios Tapirapé e Araguaia, tributários formadores da Bacia do Tocantins.O termo Confresa é referência à Colonizadora Frenova Sapeva. Esta empresa era proprietária das Fazendas Reunidas Nova Amazônia, que abrangiam inúmeras propriedades agropecuárias, além de uma destilaria. Atualmente a empresa denomina-se Frenova Agropecuária Ltda.
A Colonizadora Confresa era dirigida por José Carlos Pires Carneiro e José Augusto Leite de Medeiros, mineiros estabelecidos em São Paulo. Com o passar do tempo, a Vila Tapiraguaia foi mudando de nome. As pessoas chamavam o local de Confresa, numa alusão à colonizadora, consolidando essa denominação, que posteriormente foi acatada oficialmente.

### Formação administrativa
Confresa foi criada como distrito de Santa Terezinha, em 17 de abril de 1990. Foi elevada a município em 20 de dezembro de 1991 (lei Nº 5908), incorporando também pequenas áreas de Luciara e Porto Alegre do Norte. O distrito sede foi instalado em 1 de janeiro de 1993 e, em 19 de março de 1997, é criado o distrito de Veranópolis. Também possui as seguintes agrovilas: Jacaré, Valente, Três Flechas, Buriti, Novo Planalto, Pé de Caju, Lumiar, Vila Goiás, Bridão Brasileiro, Santa Marta, Pé de Galinha e Postinho.

## Geografia
A população segundo o último senso de 2022 era de 35.075 habitantes, distribuídos em 5.802,314 km², representando uma densidade demográfica de 6,05 hab./km² sendo o 17º município mais populoso do estado. Em 2010, a população era de 25.124 habitantes o que representa uma taxa de crescimento populacional de 39,61%.

### Relevo
A Depressão Araguaia e a Planície Bananal constituem uma região caracterizada por grandes planaltos suaves, cuja declividade é próxima a zero. Algumas áreas revelam um relevo ondulado.

### Clima
A região é caracterizada por um clima equatorial quente e úmido, com três meses de estiagem de junho a agosto. A precipitação anual atinge 2.000 mm, com maior intensidade nos meses de janeiro, fevereiro e março. A temperatura média é de 28 °C, com máxima de 41 °C e mínima de 15 °C.

### Vegetação
O território de Confresa se localiza em uma área de transição entre o Cerrado e a Floresta Amazônica.

## Economia

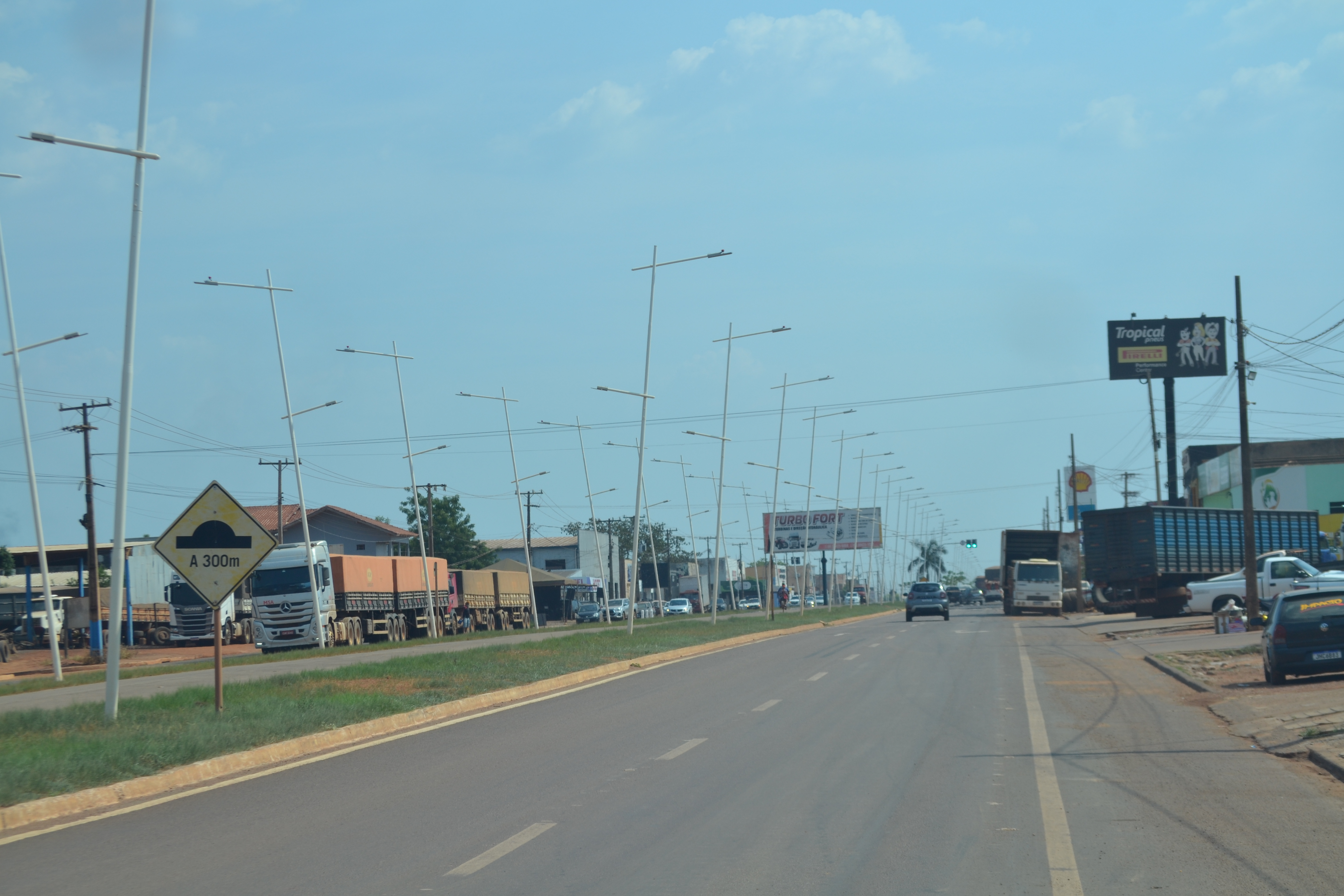
Av. Brasil (BR-158) em Confresa

A economia do município é ligada ao agronegócio, agricultura pecuária, serviços e comércio.   Sedia uma unidade frigorifico do Grupo JBS, Unidades de Armazenamento de cereais. Nos últimos anos tem se instalado no município unidades de multinacionais do agronegócio que originam soja e milho e exportam para outros continentes. Em 2021, o PIB per capita era de R$ 47.721,27.
Entre 1995 e 2013, o município registrou 1392 trabalhadores libertados de situações análogas à escravidão, o maior índice de todo o Brasil. O município também registrou a maior libertação de escravos da história do Brasil numa única operação, com mais de 1,2 mil pessoas sendo resgatadas em 17 de junho de 2005.

## Infraestrutura

### Saúde
Em Confresa, está localizado o Hospital Municipal de Confresa (HMC), que é referência regional na região do Norte Araguaia. Existe também uma Unidade de Pronto Atendimento (UPA) na cidade.

### Educação

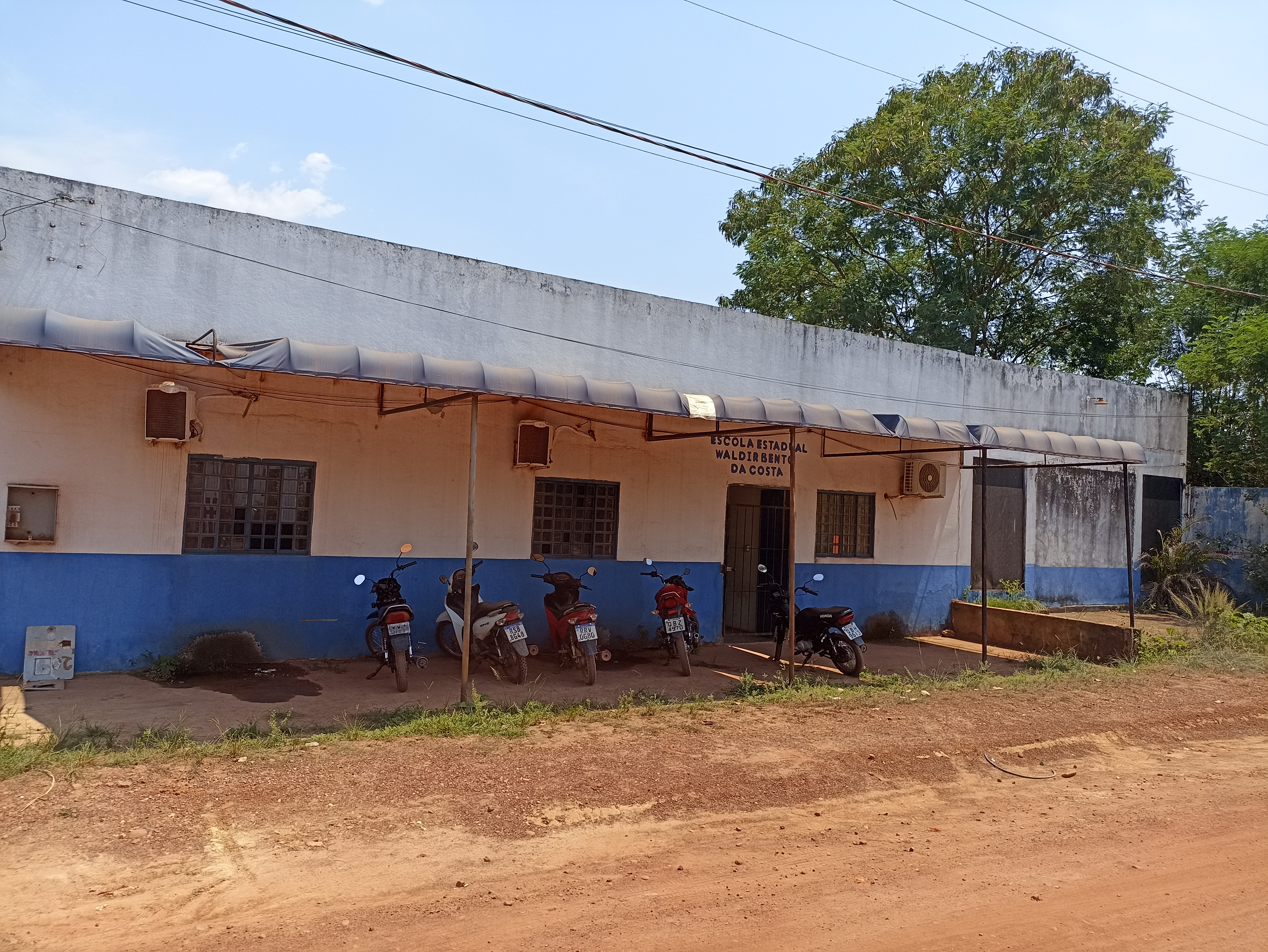
Escola no distrito de Veranópolis - Confresa (MT)

Em nível escolar, o município sedia três CMEI's, 12 escolas municipais (Central, Tapiraguaia,Vida e Esperança, Agamenon Magalhães, Valdemiro Nunes, Santa Marta, Branca de Neve, Nova Bridão, Jacaré Valente, Tancredo Neves, Novo Planalto, Pau Brasil) e 9 estaduais (29 de Julho, Teotônio Carlos da Cunha, Waldir Bento, Sol Nascente, Militar Tiradentes Cabo PM José Martins de Moura, Antonio Alves Dias, Santo Antonio). Além disso, a Escola Creuslhi de Souza Ramos que oferece escola em tempo integral, pela manhã e à tarde, e um Centro de Educação de Jovens e Adultos (CEJA), à noite. Em 2017, foi construída a Escola Militar Tiradentes e inaugurada em 2023.
Em nível superior, Confresa sedia um campus do Instituto Federal de Educação, Ciência e Tecnologia de Mato Grosso (IFMT) com cursos técnicos em Agroindústria e em Agropecuária, quatro cursos superiores (Agronomia, Licenciatura em Ciências da Natureza com Habilitação em Química, Licenciatura em Biologia e Licenciatura em Física) e Especialização em Ensino de Ciências e em Educação do Campo. E um campus da Universidade do Estado de Mato Grosso (UNEMAT).
Em 2010, a taxa de escolarização de crianças de 6 a 14 anos era de 97,2%, posicionando o município em 66º lugar entre os 141 do estado. Em 2021, o IDEB para os anos iniciais do ensino fundamental na rede pública foi 4,9, enquanto para os anos finais foi 4,7, colocando o município nas posições 110 e 53, respectivamente, entre os 141 do estado.

### Aeroportɒ
O Aeroporto de Confresa foi construído em 14 de setembro de 1999 e entrou em operação em 23 de maio de 2005. Tem pista de terra com 1.120 metros de comprimento, sendo adequada apenas para aeronaves pequenas, e atendendo demandas de casos de urgências de saúde. O aeroporto já foi  operado pela Asta Linhas Aéreas, que oferecia voos para a capital Cuiabá, com escalas em São Félix do Araguaia e Água Boa.
Em 2024, um convênio foi assinado para viabilizar a pavimentação asfáltica, a sinalização e investimentos na infraestrutura do aeroporto municipal. O convênio 208/2024, estabelecido entre a Secretaria de Estado de Infraestrutura (SINFRA) e o município de Confresa, contará com um investimento total de R$ 4.480.016,19, dos quais R$ 91 mil serão fornecidos como contrapartida pela prefeitura.

### Rodovias
- MT-430[34]
- MT-432[35]
- MT-437[36]
- MT-413[37]
- BR-158[38]

### Comunicação
A televisão, rádio e a internet e a telefonia são os principais meios de comunicação de Confresa, entre eles destacaː
- TV Confresa (canal 21) - Emissora de TV, afiliada ao Sistema Brasileiro de Televisão (SBT).[39][40]
- TV Centro América (canal 9) - Emissora de TV, afiliada à TV Globo.[39]
- Rádio Confresa (FM 87.9).[41]
- Rádio Conti (FM 88.5).
- Rádio Big (FM 90.3).

## Cultura

### Povos nativo
A Terra Indígena Urubu Branco (povo Tapirapé - Tupi-Guarani) está parcialmente no município de Confresa (além de Porto Alegre do Norte e Santa Terezinha) com uma área total de 168mil ha e uma população estimada de 941 habitantes (2022, IBGE). A declaração da posse permanente da Terra Indígena ocorreu em 02/10/96 pela portaria nº 599. A demarcação da terra indígena foi homologada por Decreto presidencial, publicado no Diário Oficial da União de 08/09/1998. Apesar disso, diversos ocupantes não indígenas ainda permanecem na área indígena com diversos e constantes conflitos fundiários. Em 10 de fevereiro, o presidente do Supremo Tribunal Federal (STF), ministro Luiz Fux, ratificou a sentença que ordena a remoção dos não-indígenas do interior da Terra Indígena (TI) Urubu Branco. Mesmo assim muitos fazendeiros ainda permaneceram na Terra Indígena fazendo com que entre os dias 10 e 14 de junho, representantes indígenas do povo Tapirapé estiveram em Brasília para exigir a desintrusão do território. Além dos frequentes conflitos fundiários, os Tapirapé enfrentam uma situação de extrema vulnerabilidade devido às queimadas e ao avanço do agronegócio, bem como à pulverização de agrotóxicos por meio de aviões na região.

## Últimos prefeitos eleitos
| Ano  | Prefeito         | Partido | Votos | %     | Ref    |
| ---- | ---------------- | ------- | ----- | ----- | ------ |
| 2004 | Mauro Sérgio     | PT      | 4.321 | 43,76 | [ 54 ] |
| 2008 | Gaspar           | PPS     | 4.592 | 43,09 | [ 55 ] |
| 2012 | Gaspar           | PSD     | 5.097 | 40,11 | [ 56 ] |
| 2016 | Dr. Ronio Condão | PSDB    | 6.368 | 46,09 | [ 57 ] |
| 2020 | Dr. Ronio Condão | PP      | 7.210 | 50,77 | [ 58 ] |